# Samoiedes (pobles)

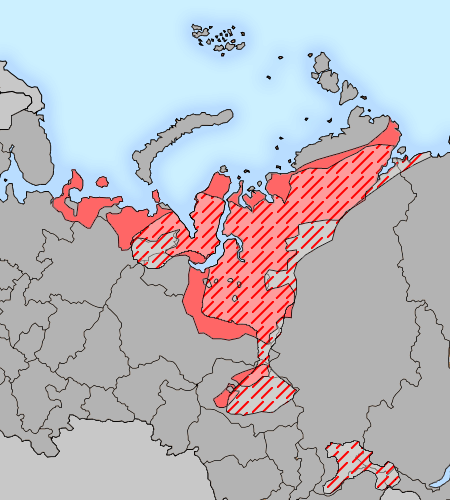
Distribució geogràfica dels pobles de parla samoieda en els segles XVII i XX

Els samoiedes són un grup de pobles estretament emparentats, que parlen llengües samoiedes, i formen part de la família uraliana. Constitueixen una agrupació lingüística, ètnica i cultural. El nom deriva del terme obsolet Samoiede (que significa 'menjador de si mateix' en rus) utilitzat a Rússia per a alguns pobles indígenes de Sibèria.

## Pobles

### Contemporanis
| Gent       | Grup               | Idioma    | Nombre                | Territori més important                                                                          | Altres territoris tradicionals    |
| ---------- | ------------------ | --------- | --------------------- | ------------------------------------------------------------------------------------------------ | --------------------------------- |
| Iuracs     | Samoiedes del Nord | Nènets    | 45.000                | Districte Autònom Iamalo-Nènets Districte Autònom de Nènets Districte Taymyrsky Dolgano-Nenetsky | Districte Autònom de Khanty-Mansi |
| Enets      | Samoiedes del Nord | Enets     | 200-300               | Krasnoiarsk Krai                                                                                 |                                   |
| Nganassans | Samoiedes del Nord | Nganassan | 900-1.000             | Krasnoiarsk Krai                                                                                 |                                   |
| Selkups    | Samoiedes del Sud  | Selkup    | 3.700                 | Regió de Tomsk Districte Autònom de Iamalo-Nènets                                                | Regió de Krasnoiarsk              |
| Kamassins  | Samoiedes del Sud  | Kamassian | 2 o al voltant del 20 | Krasnoiarsk Krai                                                                                 |                                   |

### Extints
- Yurats, que parlaven yurats (samoiedes del Nord)[6]
- Mators o motors, que parlaven mator (samoiedes del Sud)[6]
- Kamassins, que parlaven kamassian (samoiedes del Sud) (en els dos darrers censos, dues persones es van identificar encara com a kamassines en el subgrup "altres nacionalitats".)[7][4]

El major dels pobles samoiedes són els nènets, que viuen principalment en dos districtes autònoms de Rússia: Iamalo-Nenètsia i Nenètsia. Una part dels nènets i la majoria dels nènets i nganassans vivien en el districte autònom Taymyria (abans conegut com a Dolgano-Nenètsia), però hui aquesta zona és un territori amb estatus especial dins de l'àrea de Krasnoyarsk. La majoria dels selkups viuen en el districte autònom de Iamalo-Nenets, però també n'hi ha una població important a la província de Tomsk.

## Galeria

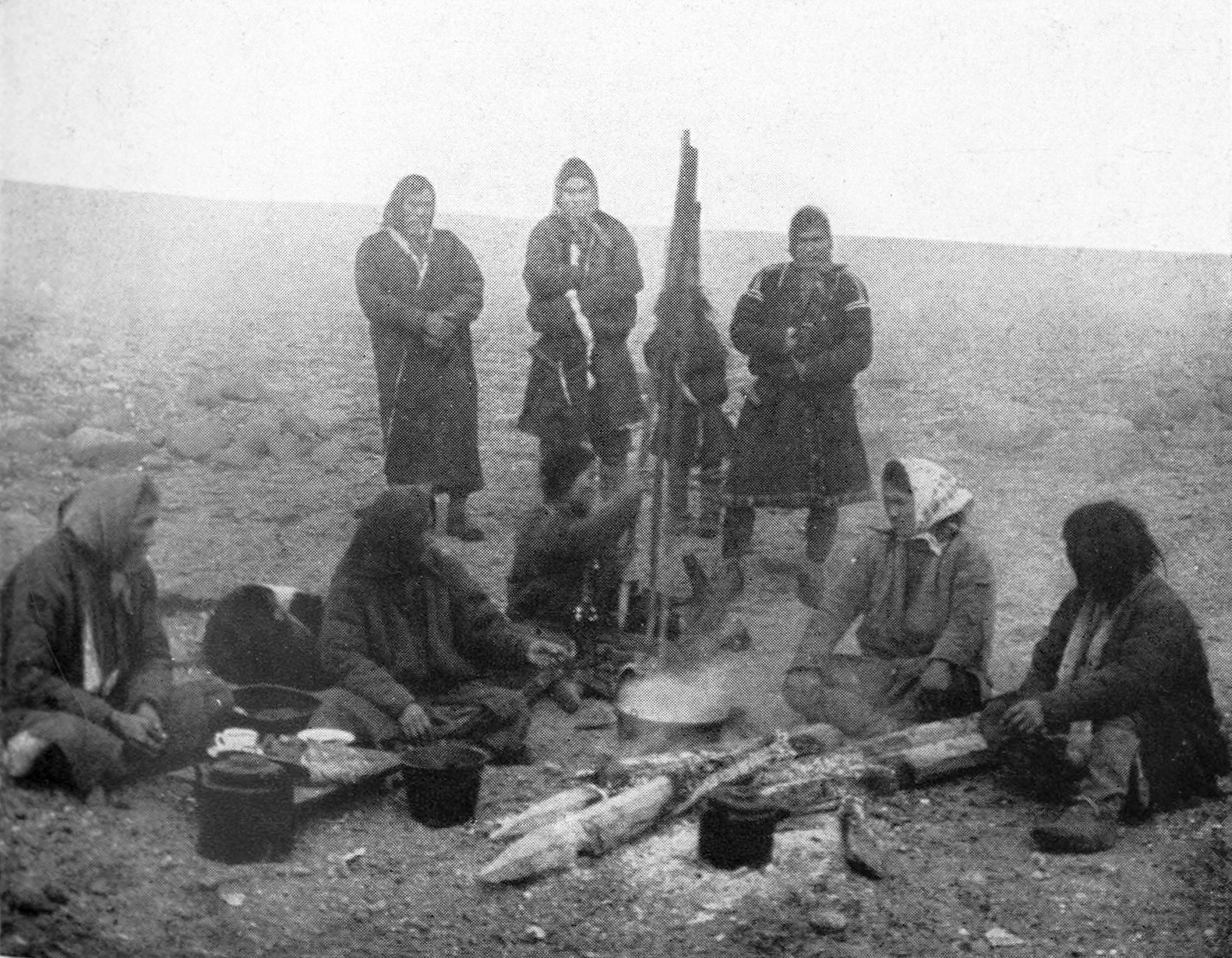
Un grup de samoiedes al voltant d'una foguera (1914)
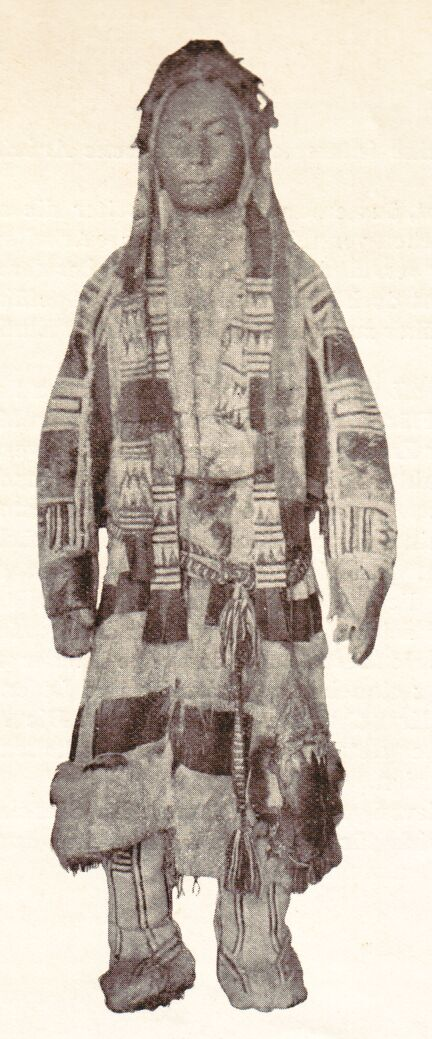
Vestit d'hivern dels samoiedes (abans del 1906)
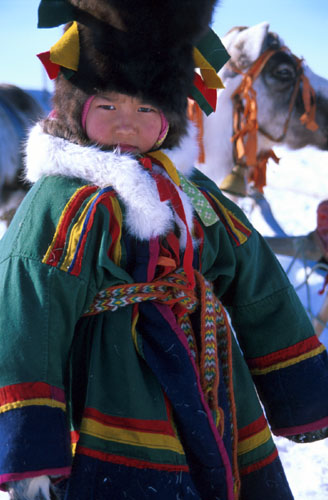
Xiquet iurac
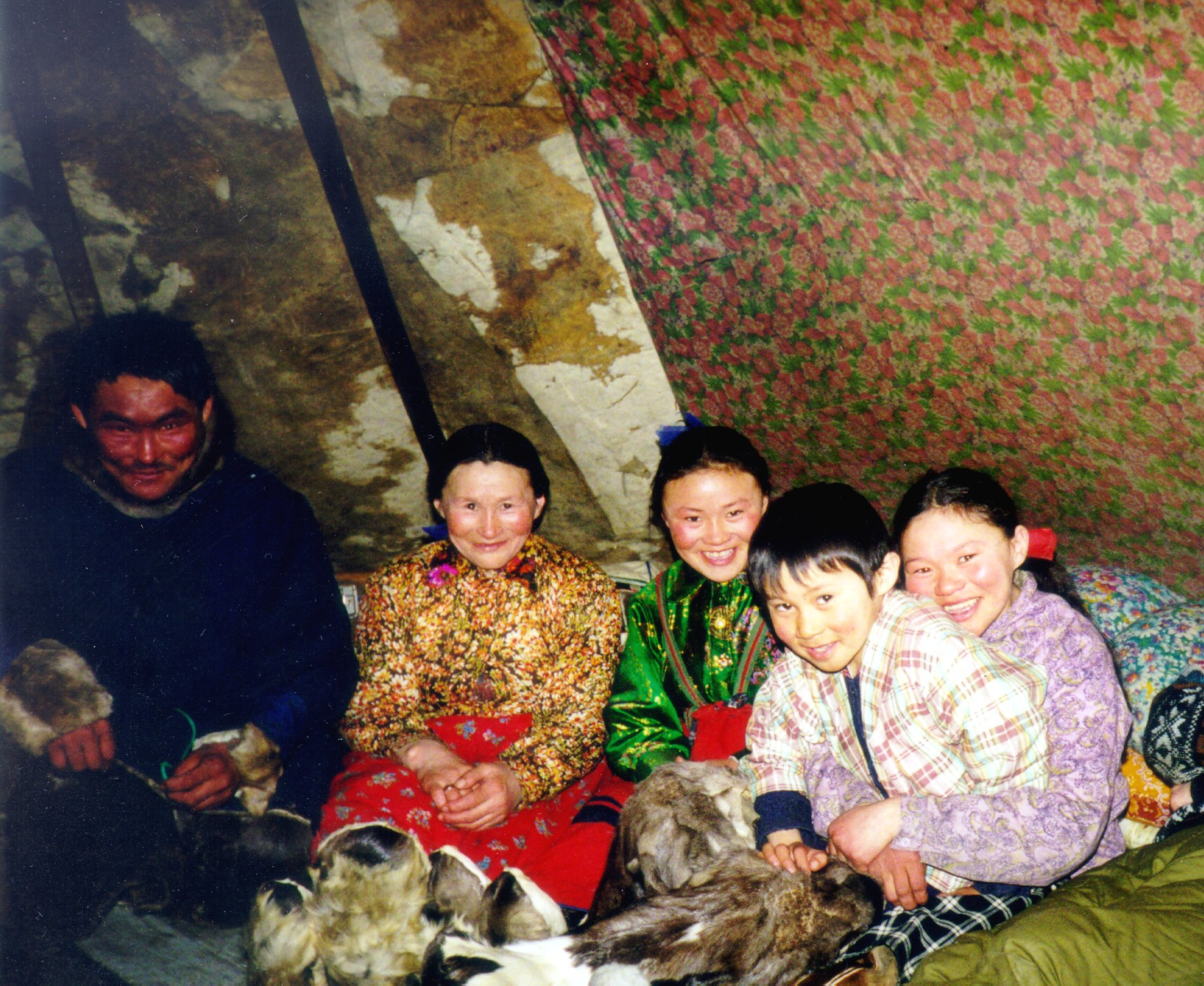
Família iurac
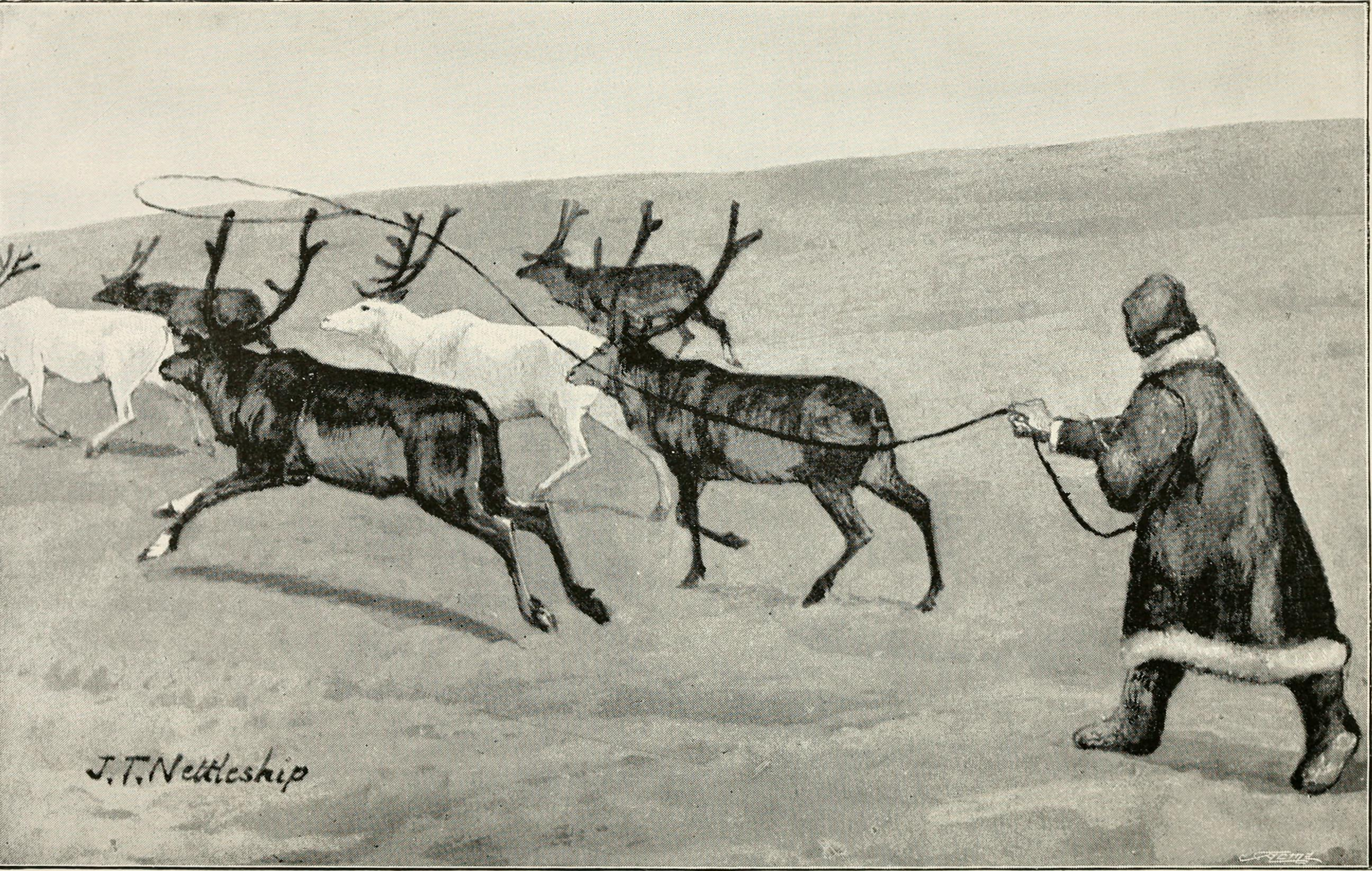
Un ramat de rens de l'illa de Kolgúiev el 1895